# Där regnbågen slutar
Där regnbågen slutar är en svensk dramafilm från 1999, regisserad av Richard Hobert och var den sjätte filmen i Richard Hobert's filmserien om De sju dödssynderna. Filmen hade Sverigepremiär den 15 oktober 1999.

## Handling
Den före detta rocksångaren Mikael Persson är på väg att förverkliga sitt drömprojekt, nämligen en stor musikal, som går under namnet Där regnbågen slutar, med sig själv i huvudrollen och i andra roller några av Sveriges främsta artister. I musikalen har han flätat samman olika trådar ur sitt förflutna, sina drömmar och mardrömmar till en musikalisk fiktion. Men pengarna sinar, och de som arbetar på och bakom scenen har inte fått betalt på länge.
Mikaels älskade flickvän Catti gör vad hon kan för att skaffa fram pengar, men det verkar helt utsiktslöst. Paret har intecknat allt, och när kronofogden kommer, måste de lämna klädbutiken och hemmet. De flyttar med de två barnen in i en husvagn där Catti blir bekant med husvagnsgrannen Tove, som blivit utkörd från hemmet av sin man.

## Skådespelare
- Göran Stangertz - Mikael "Mick" Persson
- Camilla Lundén - Catti
- Pernilla August - Tove
- Rolf Lassgård - Raymond "Rajje" Jonzon
- Tommy Körberg - Sig själv
- Sharon Dyall - Sig själv
- Peter Jöback - Sig själv
- Helen Sjöholm - Sig själv
- Rebecka Liljeberg - Sandra
- Sven Lindberg - Ragnar
- Mona Malm - Vendela
- Karin Grandin - Inspicient
- Nina Gunke - Kronoinspektör Björk
- Lena Strömdahl - Städerskan
- Leif Forstenberg - Campingvärd Mattsson